# Portrait du doge Leonardo Loredan
Le Portrait du doge Leonardo Loredan (en italien : Ritratto del doge Leonardo Loredan) est une peinture du maître italien de la Renaissance Giovanni Bellini, datant de vers 1501-1502. Il représente Leonardo Loredan, Doge de Venise de 1501 à 1521, dans ses vêtements d'apparat avec le corno ducale porté sur un bonnet de lin, et est signé IOANNES BELLINVS sur un cartellino. Il est exposé à la National Gallery de Londres.

## Description
Ce portrait officiel représente Leonardo Loredan dans ses robes d'État officielles en tant que Doge de Venise, avec ses boutons ornés. Le chapeau de forme distinctive est dérivé du capuchon d'un pourpoint. Le doge porte la cape de cérémonie, confectionné en damas tissé au fil d'or, dont Bellini a magnifiquement rendu le chatoiement. Comme pour les autres portraits traditionnels du Doge, la composition ressemble à un buste de portrait sculpté romain. Le tableau donne une image officielle et figée du modèle, mais il suggère aussi sa personnalité et invite peut être à une méditation sur la vieillesse. Le tableau est signé IOANNES BELLINVS – la forme latine de Giovanni Bellini – sur un cartellino attaché à un parapet à la base de la composition.
John Pope-Hennessy a décrit Bellini comme « de loin le plus grand portraitiste officiel du XVe siècle, ajoutant que la tendance à l'idéalité qui nuit à ses portraits privés ici lui a été très utile et lui a permis de codifier, avec une conviction inébranlable, le portrait officiel de la personnalité ».

## Provenance
Le tableau aurait initialement été à Venise et a probablement été pillé lorsque Napoléon a conquis la ville. Il a été acheté en 1807 pour 13 guinées par William Thomas Beckford, qui, en 1844, l'a vendu à la National Gallery pour 630 £.